# Secondo Impero francese
Il Secondo Impero francese è stato il regime bonapartista di Napoleone III instaurato in Francia dal 1852 al 1870, tra la Seconda e la Terza Repubblica.

## La prima fase (1852-1860)
Dopo il colpo di Stato del 2 dicembre 1851 che mise fine alla  Repubblica, Luigi Napoleone Bonaparte emanò il 13 gennaio 1852 una nuova costituzione. Repubblicana, ma fortemente sbilanciata, essa si ispirava alla costituzione napoleonica dell'anno VIII, che aveva instaurato il consolato, avviando la concentrazione del potere nelle mani del primo titolare dell'esecutivo.
Nella nuova Repubblica autoritaria il mandato presidenziale era portato da 3 a 10 anni. Spettava al presidente la nomina dei componenti del Senato, organo garante dell'ordine costituzionale , e dei membri del Consiglio di Stato. Il Corpo legislativo era eletto a suffragio maschile universale, per sei anni. Esso poteva riunirsi solo su convocazione del presidente e da questi poteva essere sciolto, con il vincolo di indire elezioni entro i successivi sei mesi. L'assemblea non aveva alcun diritto d'iniziativa legislativa, in quanto la proposta delle leggi era riservata all'esecutivo, consultato il Consiglio di Stato. La funzione legislativa inoltre era onoraria, in quanto non prevedeva alcuna indennità economica. In caso di emergenze politiche, al presidente era conferita facoltà di dichiarare lo stato d'assedio in uno o più dipartimenti.
Con plebiscito del 21 novembre 1852, il popolo francese conferì il potere supremo e il titolo di imperatore a Napoleone III, quasi all'unanimità (i "si" furono 7.824.000, i "no" 253.000, le astensioni - che erano la linea della sinistra - 2 milioni).

### L'autoritarismo
Napoleone III sosteneva che la funzione dell'impero era di guidare il popolo, sul piano interno verso la giustizia, e all'estero verso la pace, riportando in vita il legame carismatico con i francesi che aveva contraddistinto l'impero di Napoleone Bonaparte.
Nei fatti, la prima fase del secondo impero fu fortemente autoritaria, contrassegnata dalla repressione dell'opposizione - in particolare di quella liberale - e da un fortissimo intervento sulla stampa, sulla politica scolastica (soppressione dell'insegnamento della filosofia nei licei, aumento dei poteri disciplinari dell'amministrazione scolastica), e su ogni altra espressione di autonomia popolare.
Il suffragio universale fu governato, oltre che dall'azione dei prefetti, da abili aggiustamenti dei distretti elettorali, finalizzati - in provincia - ad annegare il voto liberale nella massa conservatrice del voto rurale.
La stampa venne assoggettata ad un sistema di cauzioni monetarie (depositi a titolo di garanzia di buona condotta) e di "avvertimenti", cioè richieste da parte dell'autorità di sospendere la pubblicazione di certi articoli, pena la sospensione o la soppressione del giornale. Anche i libri furono assoggettati a censura.
Sul piano del controllo individuale, fu istituito un sistema di sorveglianza poliziesca degli individui sospetti, che ebbe un incremento parossistico dopo l'attentato di Felice Orsini nel 1858, che servì da pretesto per aumentare la severità del regime con la Legge di sicurezza generale, che consentiva l'internamento, l'esilio o la deportazione, senza processo, di ogni persona sospetta.

### Arricchimenti

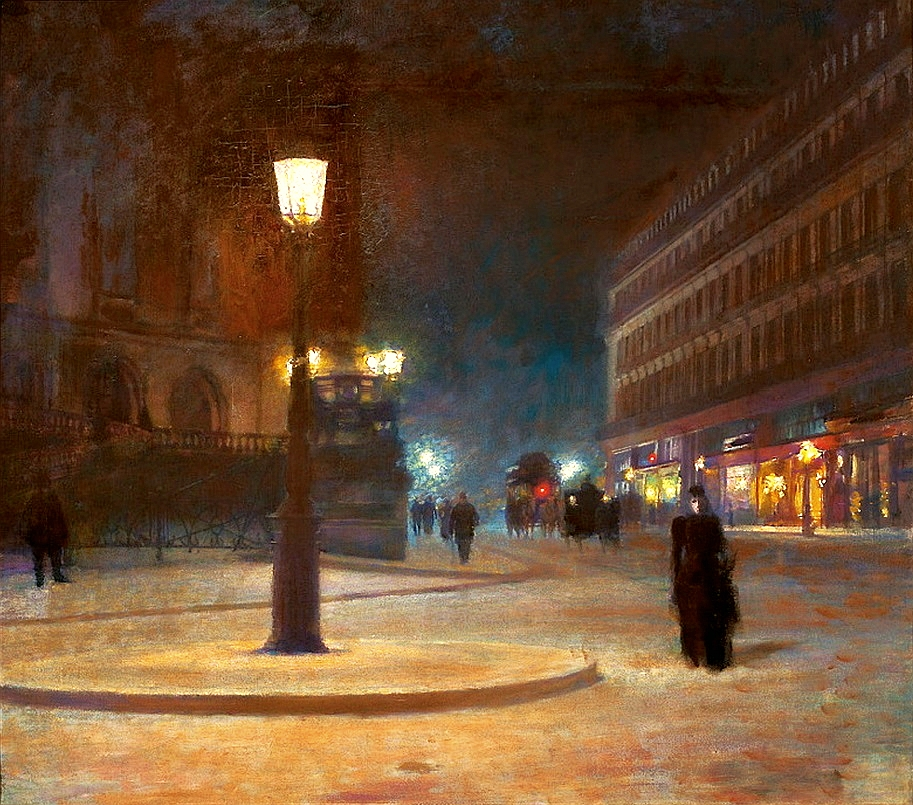
Place de l'Opéra - esterno notte, 1892

Il silenzio della libertà fu coperto da un gran rumore di feste e di celebrazioni (e anche di grandi lavori), con il supporto della grande finanza, della grande industria e della grande proprietà terriera (nonché del clero, fortemente legato all'imperatrice Eugenia).
Il successo del dispotismo imperiale, come di qualsiasi altro, era legato alla prosperità materiale, che, sola, poteva seppellire qualunque ubbìa rivoluzionaria.
Grande spazio ebbero, quindi, i piaceri materiali, la bella vita, l'accumulazione di grandi fortune il cui esempio non dava scandalo, ma anzi nutriva le speranze di molti.
Grazie alla garanzia di ordine sociale fornita dal nuovo regime al capitalismo montante, la Francia conobbe in quegli anni uno straordinario sviluppo economico: la parola d'ordine "Enrichissez-vous!" ("Arricchitevi!") lanciata da Guizot nel 1848, continuò a mantenere nel nuovo regime tutta la propria forza, e anzi l'accrebbe.
Tra il 1852 e il 1857 la cultura positivista fece miracoli: nacquero istituti di credito, sei grandi compagnie ferroviarie, i cantieri del Barone Haussmann che cambiarono il volto di Parigi ricostruendone circa il 60%.
La furia speculativa era alimentata dall'arrivo dell'oro californiano e australiano, e i consumi furono sostenuti dalla generale caduta dei prezzi del periodo 1856-1860.
Lo sviluppo economico generale spingeva all'abbattimento delle barriere tariffarie, come era già accaduto in Inghilterra, e la libertà dei commerci diveniva obiettivo ideologico almeno quanto economico. Era il trionfo di una borghesia che, sollevata dalla politica grazie al dispotismo imperiale, poteva celebrare ottimisticamente i propri fasti, come fece con l'Esposizione universale di Parigi del 1855.

### La politica estera
Dalla caduta di Napoleone la Francia era stata relegata ad un ruolo di secondo piano, nel quadro del restaurato assolutismo monarchico. Il sogno di Napoleone III era di riportare la legalità internazionale a prima del congresso di Vienna. Il suo primo obiettivo fu dunque di ridare un ruolo internazionale alla Francia, e il suo spirito avventuroso gli suggeriva di servirsi, allo scopo, delle crisi sempre più frequenti suscitate dai vari nazionalismi nelle monarchie restaurate. I due ministri che si trovarono principalmente a guidare la politica estera francese al fianco di Napoleone III, e spesso in contrasto con lui, furono Édouard Drouyn de Lhuys e Alexandre Walewski.

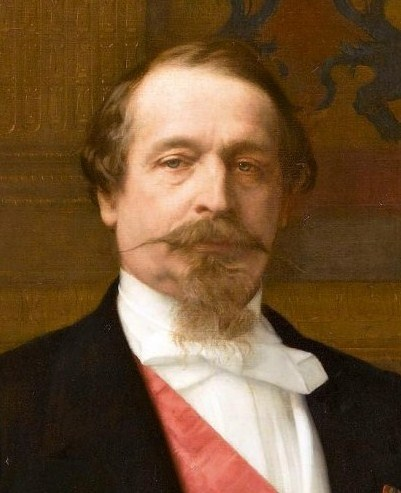
Napoleone III

#### La guerra di Crimea (1853-1856)
La prima occasione fu la guerra di Crimea.
Situazione complessa, che vide Francia, Gran Bretagna e Regno di Sardegna schierarsi al fianco dell'agonizzante Impero Ottomano a danno della Russia, e che ebbe come incerta conclusione, alla conferenza di Vienna, l'abbandono del Mar Nero da parte della Russia.

#### L'intervento in Italia
Tra i paesi emergenti, nelle rivendicazioni di indipendenza avanzate ai restaurati regni europei, c'era anche il regno di Sardegna, e l'abile Cavour, che con i suoi amici liberali aveva trovato il modo di inserirsi nel gioco, grazie alla partecipazione italiana alla guerra di Crimea ebbe nella conferenza di Parigi l'occasione pubblica per presentare con forza le ragioni dell'indipendenza italiana.
Erano ragioni che convenivano anche a Napoleone, in funzione del suo antagonismo con l'Austria. Tanto gli convenivano, che anche l'attentato di Orsini del 14 gennaio 1858 giocò a favore dell'alleanza con il Piemonte (considerato garante di legittimità monarchica a fronte dei disordini carbonari e di sinistra), poi stipulata, in luglio, a Plombières.
L'intervento militare contro l'Austria che aveva dichiarato guerra al Piemonte ci fu, in effetti, ma, nonostante le vittorie di Magenta e Solferino, le perdite toccate e il rischio dell'intervento prussiano a fianco dell'Austria indussero Napoleone a ritirarsi dalla seconda guerra di indipendenza italiana con la pace di Villafranca (non senza ricavarne, comunque, Nizza e la Savoia).

#### La politica coloniale

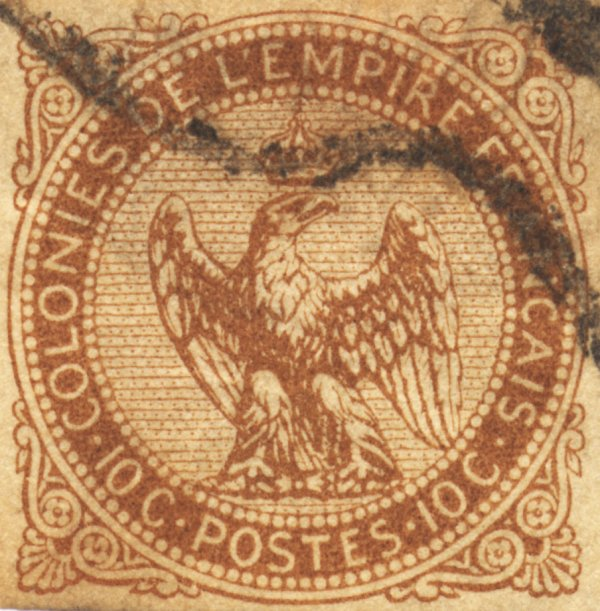
L'aquila imperiale nei francobolli coloniali

Pur senza un piano preciso, la dimensione dell'impero coloniale francese triplica, durante il II impero.
Nel 1853 viene annessa la Nuova Caledonia, nel 1862 la costa del Gabon, nel 1863 l'Indocina (annessione dell'Annam, e protettorato sulla Cambogia).
Nel 1857 era stata completamente conquistata e pacificata l'Algeria, e la creazione di un Ministero dell'Algeria e delle colonie mostra come essa sia la pupilla del dominio coloniale francese. Questa impostazione è confermata dalla restituzione alle tribù arabe, nel 1860, della proprietà delle terre e dalla concessione della possibilità di ottenere la cittadinanza francese dal 1865. Napoleone avrebbe desiderato fare dell'Algeria un regno arabo sotto protettorato, ma il progetto incontrò l'opposizione generale, del governatore, dell'esercito e dei coloni.

## La questione messicana
Il Secondo Impero francese giocò un ruolo importante per quanto riguarda i rapporti dello stato messicano con le potenze europee, le quali avevano appoggiato l'impero di Agustín de Iturbide che doveva tenere a freno le rivolte popolari che tentavano a svincolare definitivamente il Messico dall'Europa.
Dato che in pochi anni il governo di Iturbide fu rovesciato, Napoleone III progettò un'invasione al fine di ristabilire la monarchia in Messico.
La spedizione si svolse nel 1863 con successo e fu proclamato il Secondo Impero messicano con a capo l'imperatore Massimiliano d'Asburgo.
Tuttavia Massimiliano non riuscì mai a costituire un governo autonomo e autoritario e, quando nel 1866 le truppe francesi lasciarono il territorio, la nazione cadde in preda a rivolte che terminarono con la fucilazione di Massimiliano d'Asburgo e il definitivo affermarsi della Repubblica.

## L'impero "riformato" (1860-1870)

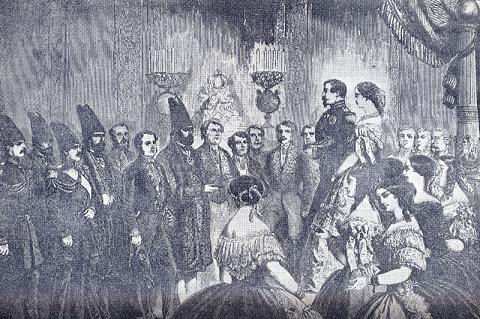
L'ambasceria persiana alla corte imperiale

La vocazione, che oggi chiameremmo populista e che egli ereditava direttamente dal bonapartismo si univa, nell'imperatore, all'avversione per le pretese politiche della borghesia: tutto andava bene finché si trattava di modernizzare, industrializzare, accumulare, ma vincoli politici Napoleone non ne tollerava.
L'opposizione politica crebbe, invece, quando Napoleone III, mantenendo intatta la propria avversione al liberalismo, assunse in economia una posizione assolutamente liberista, concludendo con la Gran Bretagna, nel gennaio 1860, un trattato commerciale che sanciva la politica di libero scambio, ed esponendo con ciò immediatamente l'industria francese alla competizione straniera.
Come primo segnale del cambiamento di passo, il 16 agosto 1859 l'imperatore aveva promulgato una amnistia generale.
L'anno successivo decise di sollevare il velo di forzato silenzio che aveva imposto alle camere e alla stampa, concedendo al parlamento un diritto di replica pubblica al discorso annuale della corona, e ai giornali di riferire il dibattito.
Queste aperture furono però utilizzate dall'opposizione per coalizzarsi: la crisi commerciale aggravata dalla Guerra di secessione americana negli Stati Uniti, l'insistenza nel voler concludere altri accordi con la Gran Bretagna per penetrare nel mercato cinese, spinsero cattolici, liberali e repubblicani a coalizzarsi in una Unione liberale, che alle elezioni del 1863 trovò un capo in Adolphe Thiers, e 40 seggi in parlamento.

### Le riforme
Era evidente la necessità di equilibrare l'opposizione suscitata dalla svolta liberista. L'anima bonapartista di Napoleone III vide chiaramente la soluzione: creare l'alleanza non ancora tentata tra l'imperatore e gli avversari naturali della borghesia liberale, quelle che lui chiamava "les masses laborieuses".
La vita lavorativa e il destino degli operai e delle classi popolari, che avevano dimostrato negli anni di essere sempre pronti a sostenere il bonapartismo contro i monarchici lealisti, erano infatti rimasti completamente in balìa dei loro padroni, anche perché restava in vigore la Legge Le Chapelier del 1791, con cui la rivoluzione trionfante aveva sciolto le corporazioni: la ratio della legge era stata l'esigenza di modernizzare e spezzare i residui vincoli medioevali che gravavano sulla società francese, ma il risultato era stato di lasciare gli operai, in questo modo, privi di ogni difesa di fronte ai loro padroni.
Politicamente, la classe operaia si era sempre posta in maniera neutra rispetto agli eventi elettorali (come mostrava l'astensionismo di massa in occasione del plebiscito sull'impero), e il confronto diretto, quotidiano ed aspro sulle condizioni di lavoro con la borghesia padronale non consentiva alcuna possibilità di alleanza politica tra le due classi.
In questo vuoto pensò di installarsi proficuamente Napoleone III, convinto da sempre che i partiti politici, e in particolare i liberali, fossero i suoi principali nemici.
Prendendo quindi esempio dall'Inghilterra, Napoleone III adottò una politica di riforme finalizzata a migliorare le prospettive delle classi lavoratrici e a riconoscere loro capacità contrattuale nei confronti dei padroni.
Con una legge del 23 maggio 1863 permise la creazione di società cooperative, il cui capitale era costituito con il risparmio degli operai, come in Inghilterra. Un anno dopo,
riconobbe con un'altra legge il diritto degli operai a scioperare, e ad organizzare sindacati a tutela permanente dei propri interessi. Contemporaneamente incoraggiò le iniziative padronali dirette a favorire il risparmio ed il miglioramento delle condizioni delle classi popolari.
Forte di queste misure, Napoleone pensò di aver equilibrato ed arginato l'opposizione protezionista, sottovalutando il fatto che quella che veniva creandosi era l'opposizione politica della borghesia esclusa dalla politica.

### L'imperialismo confuso

Stendardo imperiale di Napoleone III

Dopo il 1860, la politica estera del secondo impero incappò in diverse delusioni, che gli fecero perdere molto prestigio.
- Anzitutto l'affare messicano: con l'occasione della Guerra di secessione americana e della concomitante rivoluzione messicana, Austria, Inghilterra e Francia pensarono di poter mettere sul trono del Messico l'arciduca Massimiliano d'Asburgo-Lorena (1864).
La spedizione ebbe esito assai infelice: ritiratesi dall'affare Austria e Inghilterra, con un accordo separato, la Francia rimase sola a sostenere il nuovo imperatore austro-americano, che fu catturato e fucilato da Benito Juárez il 15 maggio 1867.
- Nell'ambito del sostegno dato ai movimenti di indipendenza nazionale, Napoleone era impegnato su più fronti: la questione italiana aveva trovato una prima conclusione con la proclamazione del Regno d'Italia del 1861, ma rimaneva aperta la questione romana, rispetto alla quale gli ambienti cattolici francesi, capeggiati dall'imperatrice Eugenia, erano fortissimamente impegnati a supporto del potere temporale. Restavano inoltre irrisolte la questione polacca e quella dei nazionalismi balcanici.

## La crisi
La nuova esposizione universale del 1867, per giunta funestata da un attentato allo zar di Russia, non bastava a nascondere conflitti interni e tensioni all'estero. Il populismo riformatore non dava i frutti sperati, ma anzi portava allo scoperto la radicalizzazione dei conflitti sociali, che trovavano i loro ideologi nell'anarchismo di Proudhon e nelle formulazioni marxiste.
Dopo la vittoria elettorale dell'Unione nel 1869, Napoleone tentò la carta di sostituire una monarchia parlamentare al governo personale: ripercorrendo all'inverso la strada percorsa dal Bonaparte per proclamarsi imperatore, fece istituire con un decreto del senato dell'8 settembre 1869 la monarchia parlamentare. Primo presidente del nuovo governo fu Émile Ollivier.
Per ribadire il proprio ruolo, dopo la sommossa del 10 gennaio 1870 seguita all'assassinio del giornalista Victor Noir da parte di Pierre Bonaparte, un membro della famiglia imperiale, proclamò un nuovo plebiscito che vinse trionfalmente l'8 maggio 1870.

### La guerra franco-prussiana

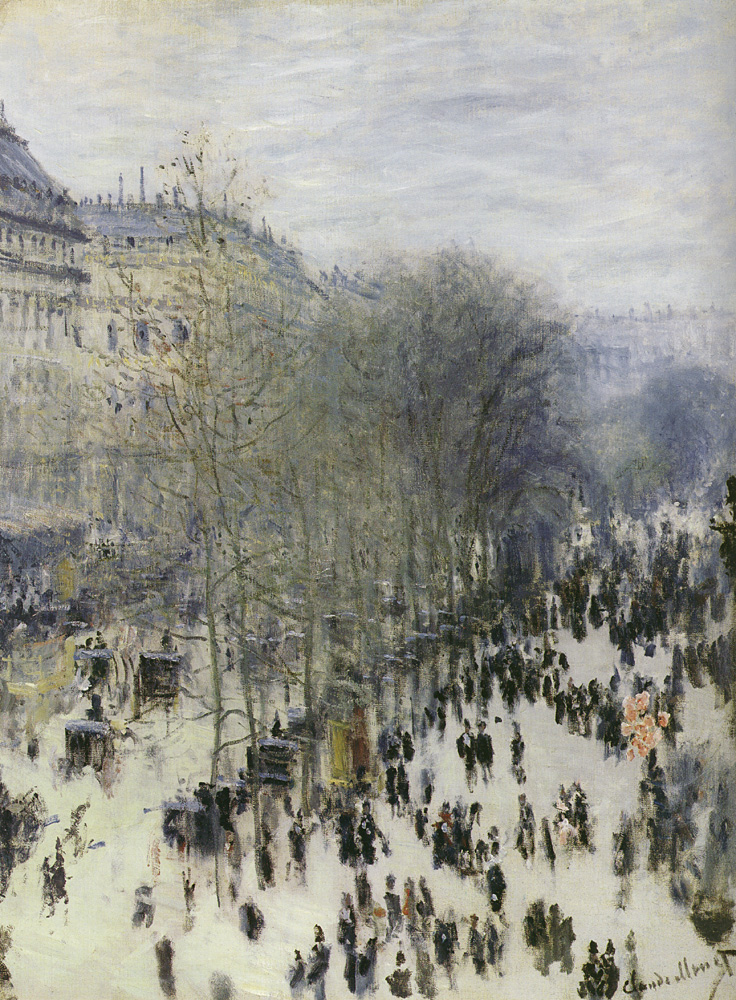
Monet, Boulevard des Capucines, 1873

La crescita della Prussia nelle mani di Otto von Bismarck (nel 1862 ambasciatore a Parigi), il rapido trionfo prussiano nella guerra con l'Austria del 1866 e il successivo accordo tra gli Asburgo e gli Hohenzollern per l'egemonia sulla Germania costrinsero Napoleone III (che aveva immaginato di fare il terzo vincente fra i due litiganti) a prendere atto di avere uno scomodo vicino, che minacciava il suo ruolo europeo, oltre che la sua frontiera orientale.

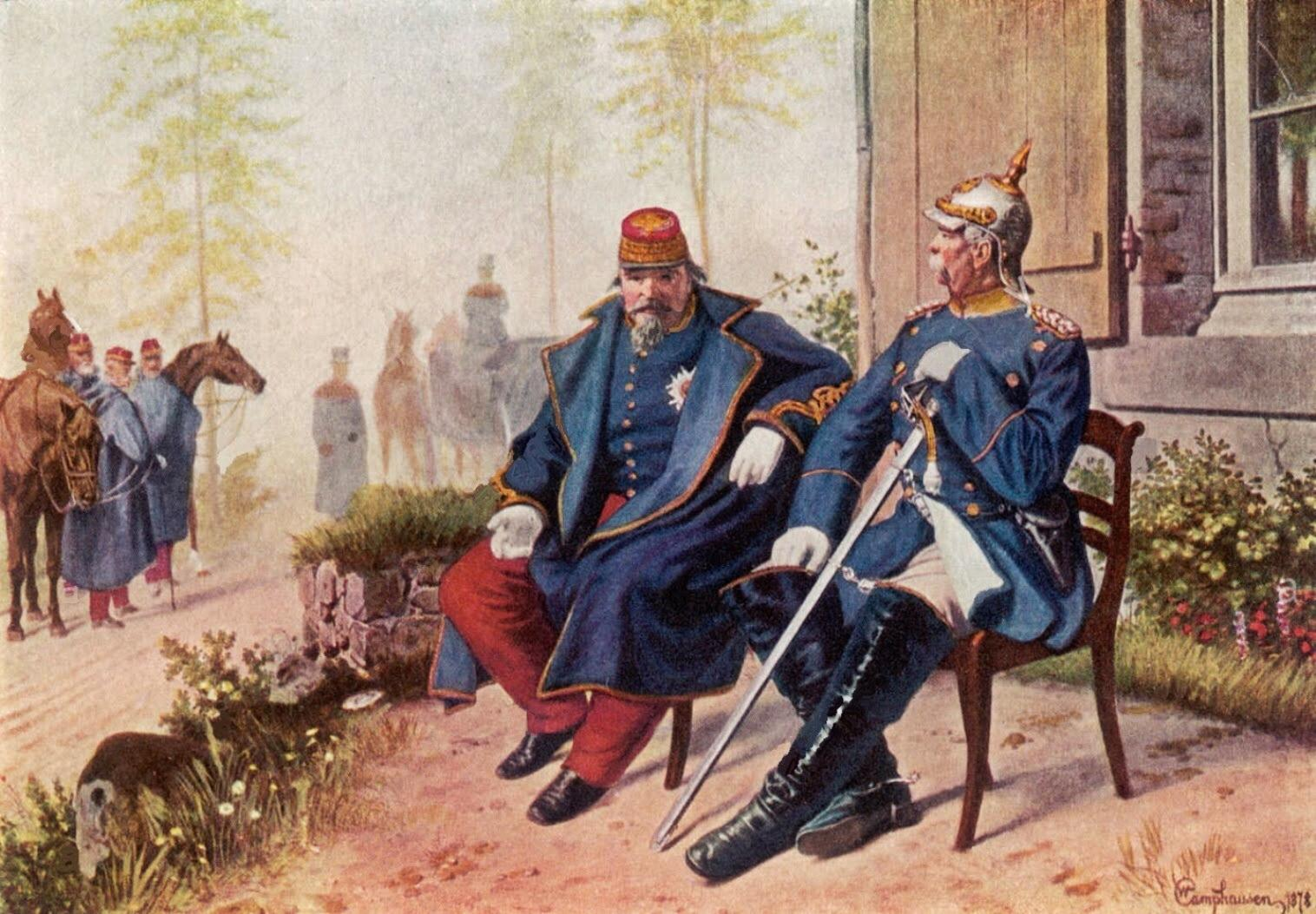
Bismarck e Napoleone III alla resa di Sedan - stampa d'epoca

La famiglia imperiale era convinta della necessità di confermare con un coup d'éclat in politica estera il ritorno del favore popolare dopo il plebiscito - si attribuisce all'imperatrice Eugenia la battuta «S'il n'y a pas de guerre, mon fils ne sera jamais empereur» («Se non si fa la guerra, mio figlio non sarà mai imperatore»).
Il pretesto alla guerra franco-prussiana fu fornito dalla richiesta della Francia alla Prussia di ritirare la candidatura del principe Hohenzollern al trono di Spagna dove, nel 1868, una rivoluzione aveva portato alla fine il Regno di Isabella II. Il trono era stato offerto dal governo spagnolo al principe Leopoldo di Hohenzollern-Sigmaringen, cugino del re Guglielmo I di Prussia, suscitando la più ferma opposizione della Francia. Quest'ultima temeva infatti che la parentela potesse tradursi in un'alleanza fra Spagna e Prussia e quindi in un accerchiamento.
Bismarck, deciso allo scontro, colse l'occasione per ritorcere contro Napoleone III la richiesta di ritirare la candidatura al trono di Spagna e diffuse un comunicato secondo cui Guglielmo I aveva chiesto di non voler più vedere Benedetti, l'ambasciatore francese.
L'affronto portò la Francia a dichiarare guerra alla Prussia il 19 luglio 1870 dando così a Bismarck la possibilità di fare apparire il proprio paese come aggredito.

### Battaglia di Sedan e la caduta dell'Impero
L'esercito francese dimostrò subito difficoltà nell'offensiva: le armate di Napoleone III comandate da Mac Mahon furono continuamente sconfitte fino alla capitolazione di Sedan del 1º settembre 1870.
L'Imperatore Napoleone III fu fatto prigioniero dai prussiani e venne costretto all'abdicazione, mentre a Parigi, il 4 settembre 1870, venne proclamata la Terza Repubblica Francese. Il 28 gennaio 1871 Parigi dovette cedere ed il governo chiese l'armistizio.
Il nuovo Capo del Governo francese, Adolphe Thiers, condusse a Versailles le trattative di pace con Bismarck: la Francia s'impegnava a mantenere a proprie spese un esercito d'occupazione tedesco fino al pagamento di un'indennità di cinque miliardi di franchi oro e cedeva l'Alsazia e la Lorena. Dal crollo dell'Impero usciva una Francia ridimensionata in un nuovo scenario europeo.
Il 10 maggio 1871 il Trattato di Francoforte ratificò i preliminari di Versailles. Il risultato della vittoria prussiana fu la proclamazione di Guglielmo I Imperatore tedesco il 18 gennaio 1871. L'Impero tedesco, così creato, diventò la più potente macchina militare d'Europa, sorretta da una economia in tumultuoso sviluppo.